# Wilfred Hudson Osgood

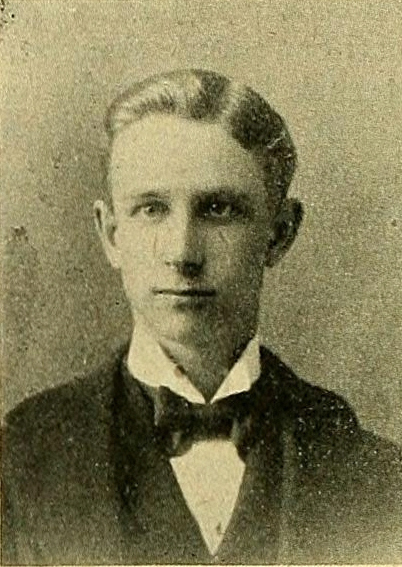
Wilfred Hudson Osgood em 1897

Wilfred Hudson Osgood (8 de dezembro de 1875 – 20 de junho de 1947) foi um zoólogo americano.

## Biografia
Osgood nasceu em Rochester, New Hampshire, o filho mais velho de uma família de relojoeiros. A família mudou-se para a Califórnia em 1888 e ele foi estudar em Santa Clara e San Jose. Ele ingressou nas atividades do Cooper Ornithological Club e fundou empresa em Chester Barlow e Rollo H. Beck. Ele ensinou em uma escola no Arizona por um ano e depois mudou-se para a recém-formada Universidade de Stanford, onde conheceu Charles H. Gilbert e David Starr Jordan. Ele se juntou à equipe do Bureau of Economic Ornithology and Mammalogy, do Departamento de Agricultura dos Estados Unidos aos 22 anos. Este grupo mais tarde se tornou o Bureau of Biological Survey sob Clinton Hart Merriam.
Em 1909, mudou-se para o Field Museum of Natural History em Chicago, onde foi curador assistente de mamífero e ornitologia de 1909 a 1921, e curador de zoologia de 1921 a 1940. Ele coletou na América do Norte e Chile. Ele viajou com Louis Agassiz Fuertes para a Etiópia na década de 1920. Ele escreveu The Mammals of Chile (1943) e co-escreveu Artist and Naturalist in Ethiopia (1936). Ele morreu solteiro em 20 de junho de 1947.
Enquanto trabalhava no Field Museum, ele foi eleito membro da London Zoological Society (junto com Teddy Roosevelt) em 1910.

## Literatura
- Osgood, W.H. (1899). «Wilfred H. Osgood diary, Alaska, 1899». Field Museum of Natural History
- Osgood, W.H. (1900). «Wilfred H. Osgood diary, British Columbia and Alaska, 1900». Field Museum of Natural History
- Osgood, W.H. (1926–1927). «Chicago Daily News Abyssinian Expedition». Field Museum of Natural History
- Osgood, W.H. (1927). «Wilfred H. Osgood diary, Abyssinia». Field Museum of Natural History
- Patterson, B.D. (1983). «The journal of Wilfred Osgood: The Marshall Field Chilean Expedition of 1922–23». Field Museum of Natural History Bulletin. 54: 8–11, 28–33
- Osgood, W.H. (1937). «Wilfred H. Osgood diary, French Indochina, 1937». Field Museum of Natural History
- Osgood, W.H. (1943). «The mammals of Chile». Fieldiana Zoology. 30: 1–268